# Bruchidius quinqueguttatus
Bruchidius quinqueguttatus is een keversoort uit de familie bladkevers (Chrysomelidae). De wetenschappelijke naam van de soort werd in 1795 gepubliceerd door Guillaume-Antoine Olivier.